# Жак Маке
Жак Маке (Jacques Maquet; повне ім'я: Jacques Jérôme Pierre Maquet; *1919, м. Брюссель, Бельгія) — бельгійський антрополог, етнограф і африканіст; науковою спеціалізацією є цивілізації південніше Сахари і, зокрема, етнографія та історія Руанди.

## Біографія
Жак Маке вивчав право і філософію. Темою його дисертації була соціологія знання. Навчався в Лувенському і Лондонському університетах, який закінчив у 1952 році, а також у Гарвардському університеті.
Фахівець проживав і працював у африканських країнах ще до досягнення ними незалежності — загалом упродовж десятиліття. Там він очолював один із центрів Інституту наукових досліджень у Центральній Африці в Бутарі (Руанда), потому був професором етнографії в Університеті Конго в Лубумбаші (ДРК).
Після повернення з Африки науковець читав курси з етнографії і культури народів Тропічної Африки у вишах багатьох країн світу (США, Канада, Бельгія), є професором Брюссельського університету, керував секцією у Практичній школі вищих досліджень при Паризькому університеті.